# رون فيفيان
رون فيفيان (بالإنجليزية: Ron Vivian)‏ هو رسام بالرصاص أسترالي، ولد في 1914 في سيدني في أستراليا، وتوفي في 5 سبتمبر 1973 في St Leonards, New South Wales ‏ في أستراليا.